# Grävingagylet (Ringamåla socken, Blekinge, 624607-144505)
Grävingagylet är en sjö i Karlshamns kommun i Blekinge och ingår i Bräkneån-Mieåns kustområde.